# Luri, Haute-Corse
Luri là một xã ở Haute-Corse trên đảo Corse, Pháp. Xã này có diện tích 27,53 km², dân số năm 1999 là 750 người. Khu vực này có độ cao 600 mét trên mực nước biển.